# Йоланда Бедрегаль
Йоланда Бедрегаль де Коніцер (ісп. Yolanda Bedregal de Cónitzer, знана як Йоланда Болівійська; 21 вересня 1916 — 21 травня 1999) — болівійська поетеса, есеїстка та письменниця.

## Біографія
Народилася 21 вересня 1913 року в Ла-Пасі в багатій та освіченій родині Кармен Ітуррі Альборти та Хуана Франсіско Бедрегаля. Її батько обіймав посади ректора та професора Університету Ла-Паса (ісп. Universidad Mayor de San Andrés), також був знаним модерністським письменником у Болівії. Йоланда Бедрегаль закінчила престижну школу Американський інститут Ла-Паса (ісп. Instituto Americano de La Paz). Навчалася у Вищій школі образотворчих мистецтв Ла-Паса (ісп. Escuela Superior de Bellas Artes de La Paz), і 1936 року по стипендії вступила до Колумбійського університету в Нью-Йорку, де вивчала естетику. Вона стала першою болівійкою, яка отримала грант на навчання в Колумбійському університеті.
Після повернення до Болівії Бедрегаль викладала в різних навчальних закладах, зокрема в Музичній консерваторії (Conservatorio de Música), Вищій школі образотворчих мистецтв (Escuela Superior de Bellas Artes), Вищому університеті Сан-Андреса (Universidad Mayor de San Andrés) й Академії Бенавідес в Сукре, також працювала в Національній раді з культури та в муніципалітеті Ла-Паса на посаді старшого співробітника з культури.
Була президентом і засновницею Національної спілки поетів (ісп. Unión Nacional de Poetas), Комітету дитячої літератури та двонаціональних інститутів, дійсним членом Болівійської академії мови, членом-кореспондентом Королівської академії іспанської мови та Аргентинської академії літератури, командором Ордену болівійської освіти, секретарем ПЕН-клубу, почесним членом Болівії на кількох міжнародних конгресах і була призначена послом Болівії в Іспанії.
Померла 21 травня 1999 року у Ла-Пасі.

## Творчість
Опублікувала понад 16 книг та 50 статей, серед яких поетичні збірки, есе й оповідання для дітей. Деякі вірші написала у співпраці зі своїм чоловіком, Гертом Коніцером, який перекладав її вірші німецькою мовою. Крім художньої роботи, опублікувала наукові праці, склала Антологію болівійської поезії для Університету Буенос-Айреса та Енциклопедію болівійської поезії, видану Amigos del Libro. Вивчала корінні народи Південної Америки, опублікувала кілька статей та есе про літературу, мистецтво, педагогіку, релігію, міфи, фольклор, ремесла аймара та кечуа.
Літературну діяльність розпочала у дитинстві, коли почала складати невеликі вірші, ще навіть не навчившись письма. Пізніше записувала вірші у зошити, один з яких і видали 1936 року без її відома, поки Бедрегаль навчалася в США. Хоча її батько був знаним літератором, він не підтримував прагнення дочки до творчості, тому вона ховала свої роботи. Збірка, пізніше видана під назвою «Naufragio», стала подарунком батькові.
Її першою опублікованою книгою стала збірка віршів «Naufragio» (1936), де її ясна і точна мова досліджувала стан людини. Її роботи виділяє легкість переходу від реальності до фантазій.

## Нагороди та спадщина
Лавреатка безлічі нагород за літературну й активістську діяльність.
1971 року нагороджена Національною книжковою премією Болівії за роман «Bajo el oscuro sol», опублікованого того ж року.
1993 року Болівія випустила поштову марку на її честь.
На знак поваги до письменниці 2000 року заснували щорічну Національну поетичну премію Йоланди Бедрегаль.
У Ла-Пасі є площа, названа на її честь (ісп. Plaza Yolanda Bedregal de Conitzer), на якій 2013 року відкрили пам'ятник письменниці.